# Colata piroclastica

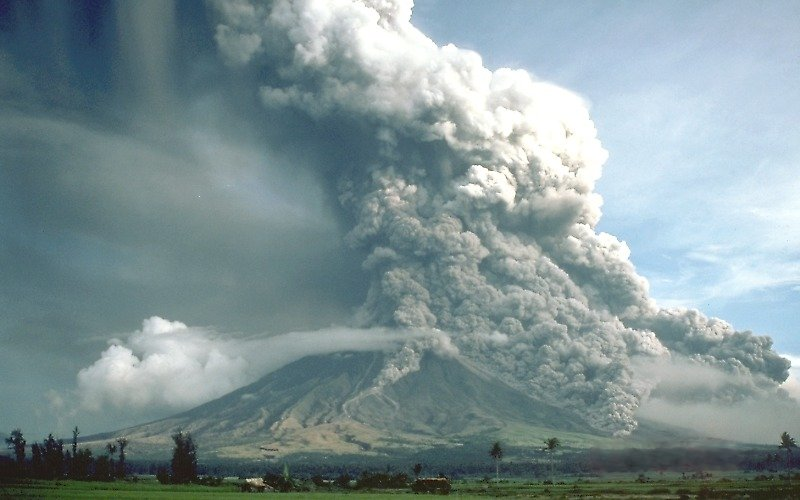
Colata piroclastica del vulcano filippino Mayon nel 1984.

La colata piroclastica (o flusso piroclastico) è un flusso di materiale magmatico e gas ad alte temperature che scende dai fianchi di un vulcano grigio ad alta velocità. Nello specifico, può essere definita come una corrente bifasica, costituita da particelle solide (materiale juvenile, pomici, scorie e cristalli, e juvenile, accessori litici ed accidentali), disperse in una fase gassosa (in prevalenza vapore acqueo,in misura minore, diossido e monossido di carbonio).

## Descrizione

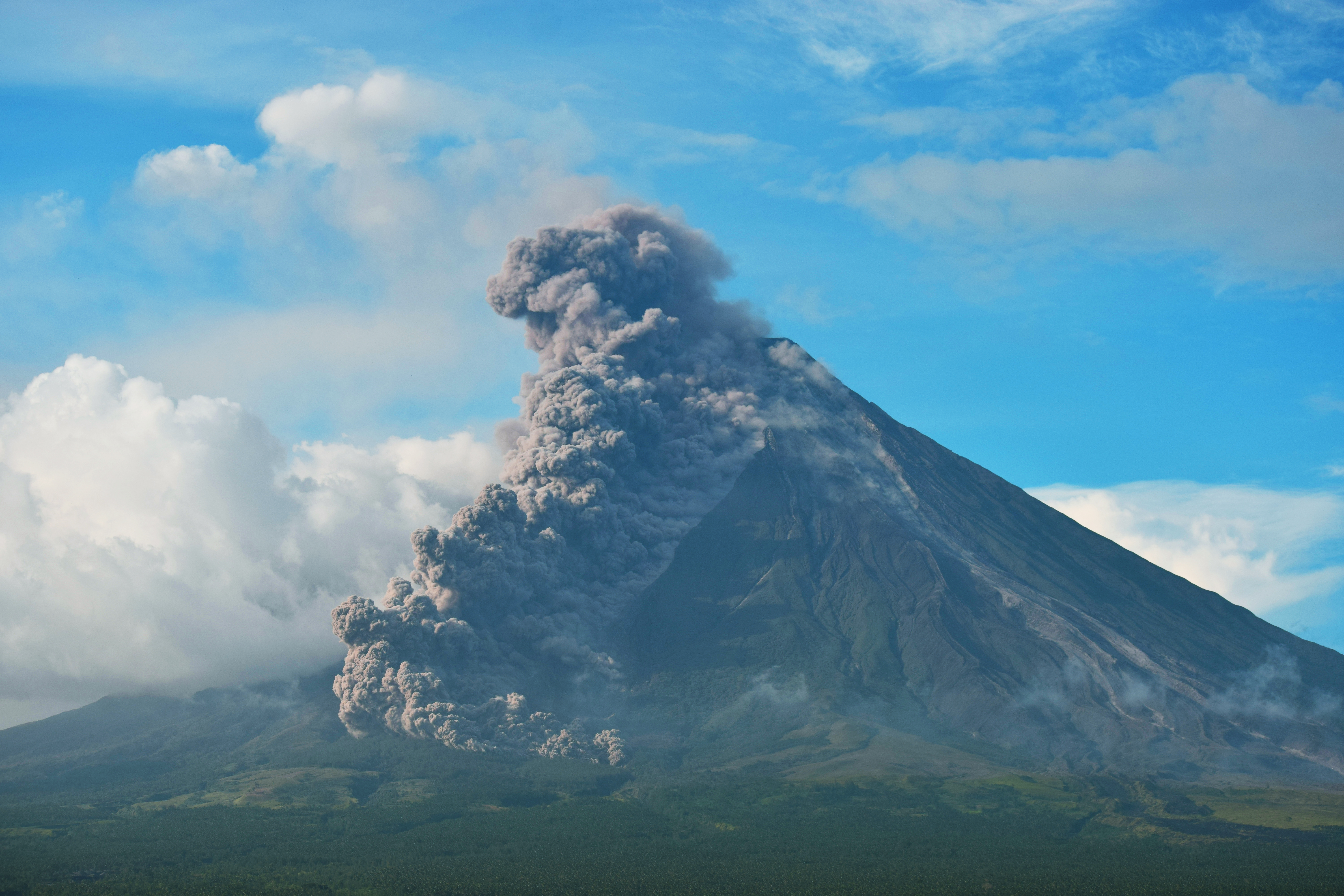
Colata piroclastica del 22 gennaio 2018 sul monte Mayon, sull'isola di Luzon, nelle Filippine.

Alla fase gassosa di origine vulcanica si aggiunge una quantità di gas atmosferico, derivante dall'interazione del flusso piroclastico con l'ambiente esterno. Esso si presenta sotto forma di nube, che scorre lungo i fianchi del vulcano, sotto l'azione della forza di gravità con velocità di discesa variabile tra i 50 e i 700 chilometri l'ora, con uno spostamento che può avvenire anche su lunghe distanze. Il fenomeno si sviluppa dopo il collasso di un duomo di lava o di una colonna eruttiva. 
Il flusso piroclastico è un'effusione tipica delle eruzioni pliniane. Esso viene anche definito nube ardente dal francese nuée ardente, di norma quando il fenomeno è di piccole dimensioni.
Le temperature delle nubi che variano da 500 a 900 °C fanno delle colate piroclastiche eventi molto distruttivi. Non esistono, infatti, protezioni fisiche efficaci o mezzi per contenerli e, tenuto conto della loro difficile prevedibilità, sono tra i fenomeni vulcanici più pericolosi per l'uomo e il suo ambiente.

### Suddivisione
Secondo Wilson e Walker (1982) una corrente piroclastica si può dividere in tre parti: 
- Testa: zona anteriore del flusso, nella quale si registrano i maggiori fenomeni d'interazione con l'ambiente esterno; il suo fronte è leggermente rialzato rispetto al substrato, a causa di fenomeni d'attrito. La parte frontale della testa ha una forma articolata, costituita da alternanze di lobi e di rientranze. Dalle rientranze vi è ingestione di aria a temperatura ambiente, mentre dai lobi vengono emessi i gas e le particelle meno dense della frazione solida. L'aria inglobata, una volta all'interno del flusso piroclastico, si riscalda espandendosi rapidamente, innescando la fluidizzazione, e in alcuni casi, il passaggio da regime laminare a turbolento. Questo meccanismo fa sì che la testa sia la parte più espansa e fluidizzata del flusso. La intensa fluidizzazione è responsabile dell'elutriazione delle particelle più fini della frazione solida del flusso, che vanno a formare la nube di cenere, il cui movimento sovrasta la testa delle correnti piroclastiche. Talvolta nel suo avanzamento il flusso piroclastico può essere rallentato da ostacoli morfologici, mentre la nube di cenere può anche staccarsi dal flusso e procedere indipendentemente da esso.
- Corpo: è la parte del flusso più sviluppata in volume; il movimento delle particelle è di tipo laminare o plug flow. In questa parte del flusso si ha la maggiore concentrazione di particelle e grande dissipazione di energia per attrito tra queste ultime e il substrato.
- Coda: è la zona in cui, a causa della vicinanza al suolo, aumenta l'attrito e diminuisce la fluidizzazione; la fase solida è trascinata passivamente. Queste condizioni indicano che la coda è una zona a minore velocità rispetto alle altre parti del flusso.